# Antoni Daura i Jorba
Antoni Daura i Jorba  (Manresa, 1961) és un arqueòleg, llibreter i editor català, president del Gremi de Llibreters de Catalunya de l'any 2010 al 2018.
Es va llicenciar en Geografia i Història, especialitat en Prehistòria i Història Antiga per la Universitat de Barcelona. Com a especialista en aquesta àrea científica ha publicat diversos llibres i articles de revista, especialment relacionats amb la seva comarca natal. De forma paral·lela, ha treballat de llibreter des del 1985, com a responsable de la Llibreria Parcir. Des de la seva experiència en aquest àmbit professional va ser elegit president del Gremi de Llibreters de Catalunya el 2010, després de formar part de la seva Junta Directiva des de l'any 2000. Daura substituïa en el càrrec la que havia estat presidenta durant els quatre anys anteriors, Immaculada Bellafont i Senties. El 2014 va ser reelegit en el càrrec, fins al 2018. Durant els anys 2011 al 2015 va formar part de l'equip directiu de CEGAL (Confederación Española de Gremios y Asociaciones de Libreros).
A més de treballar a la Llibreria Parcir des de 1985, també ha estat responsable de la llibreria Petit Parcir (2005-2014), especialitzada en llibres per a nens i joves, còmics i edicions de butxaca. Des d'aquest àmbit s'ha ocupat, del 1986 ençà de la publicació de llibres històrics i d'autors locals i comarcals, especialment, amb el segell Parcir Edicions Selectes. És membre del consell d'administració de Libelista, una empresa de serveis per a les llibreries independents. Va formar part del consell assessor de la Institució de les Lletres Catalanes (2013-2018) i del consell executiu de la Cambra del Llibre de Catalunya (2010-2018), en representació del Gremi. Ha format part, del 2018 ençà, de la junta directiva del Consell de Gremis de Comerç, Serveis i Turisme de Catalunya. I del Ple de la Cambra de Comerç de Manresa des del 2019. És alhora president de la Unió de Botiguers i Comerciants de Manresa (2023), i del Montepio de Conductors Sant Cristòfol Manresa-Berga des del 2023. També exerceix com a docent a l'Escola de Llibreria. Així mateix, ha format part del jurat de guardons com el Premi Llibreter, el Premi Barcanova, els Premis Lacetània de Manresa, i va promoure el Premi Parcir d'àlbum infantil il·lustrat (2003-2009).
Ha publicat diversos llibres i nombrosos articles de temàtica arqueològica, especialment relacionats amb la comarca del Bages, on ha dirigit també algunes campanyes d'excavacions arqueològiques als jaciments iberoromans de Matacans (Artés), Boades (Castellgalí) i Puig Cardener (Manresa). Entre els anys 1997 i 2005 va ser president del Centre d'Estudis del Bages. Formà part del consell de redacció de la revista cultural Dovella, que té per àmbit la Catalunya central, des de l'any 1983 al 2014. Articulista al diari Regió7 de Manresa des de l'any 2009 i al Pou de la Gallina digital.